# The Beau Brummels
The Beau Brummels — американская поп-рок-группа, образованная в 1964 году в Сан-Франциско, Калифорния и поначалу исполнявшая бит-музыку с элементами фолк-рока, во многом созвучную The Beatles, которая впоследствии развивалась — под влиянием, в основном, психоделии, — и сближалась с музыкой кантри.
Известность The Beau Brummels принес дебютный сингл «Laugh, Laugh», с которым специалисты связывают зарождение так называемого «сан-францисского звучания». Успех имели также альбом Introducing the Beau Brummels (1965) и сингл «Just a Little», поднявшийся в первую десятку «Биллборда». С этого момента популярность группы стала падать, а её состав — время от времени меняться (двое музыкантов оказались призванными в армию). Группа распалась в 1969 году, но воссоединилась в оригинальном составе пять лет спустя: выпустила в 1975 году альбом The Beau Brummels и распалась вновь, собираясь впоследствии лишь эпизодически.

## Состав
- Sal Valentino — вокал, тамбурин (1964—1969, 1974—1975)
- Ron Elliott — гитара, бэк-вокал (1964—1969, 1974—1975)
- Ron Meagher — бас-гитара, бэк-вокал (1964—1967, 1974)
- Declan Mulligan — ритм-гитара, губная гармоника (1964—1965, 1974—1975)
- John Petersen — ударные (1964—1966, 1974—1975)
- Don Irving — гитара (1965—1966)
- Dan Levitt — банджо, гитара (1974—1975)
- Peter Tepp — ударные (1975)

## Дискография
- 1965: Introducing the Beau Brummels
- 1965: The Beau Brummels, Volume 2
- 1966: Beau Brummels '66
- 1967: Triangle
- 1968: Bradley's Barn
- 1975: The Beau Brummels